# Religioni in Libano
La religione più diffusa in Libano è l'islam, ma sulla consistenza dei gruppi religiosi vi sono stime differenti, in quanto dopo il 1932 (all'epoca in maggioranza cristiani) i censimenti non rilevano più l'appartenenza religiosa della popolazione. La religione ha grande importanza nella vita politica, in quanto sia il parlamento che le maggiori cariche istituzionali vengono distribuite proporzionalmente alle diverse confessioni religiose.
Lo Stato riconosce ufficialmente 18 confessioni: 
- tra i musulmani: i sunniti, gli sciiti duodecimani, ismailiti, alauiti e i drusi,
- tra i cristiani: la Chiesa maronita, la Chiesa greco-ortodossa, la Chiesa greco-cattolica melchita, la Chiesa apostolica armena, la Chiesa armeno-cattolica, la Chiesa ortodossa siriaca, Chiesa cattolica sira, i protestanti, la Chiesa assira d'Oriente, la Chiesa cattolica caldea, la Chiesa ortodossa copta e la Chiesa latina
- la comunità ebraica.[1]

## Censimenti e statistiche
Nel censimento del 1932, svolto sotto il mandato francese, per i cittadini libanesi residenti nel paese, risultarono 785543 residenti, così ripartiti:
- Cristiani: 56%
  - Cattolici: 44%
    - Maroniti: 32%
    - Greco-cattolici: 6%
    - Armeno-cattolici: 4%
    - Latino-cattolici: 2%

  - Greco-ortodossi: 10%
  - Protestanti e altri: 2%
- Musulmani: 44%
  - Sunniti: 15%
  - Sciiti: 22%
  - Drusi: 7%

Secondo statistiche del 2010, i musulmani rappresentano il 54% della popolazione; il 40,7% circa della popolazione segue il cristianesimo, il 2,3% della popolazione segue altre religioni e il 3% della popolazione non segue alcuna religione. La maggior parte delle statistiche comprendono tra i musulmani anche i drusi, anche se essi si considerano un gruppo a parte. Secondo una stima del 2015 dell'Association of Religion Data Archives (ARDA), il 61% circa della popolazione segue l'islam, il 32,5% circa della popolazione segue il cristianesimo, il 3,7% della popolazione non segue alcuna religione e il restante 2,8% della popolazione segue altre religioni. Secondo una stima della Statistics Lebanon (una società indipendente libanese) citata nel 2019 dal Dipartimento di Stato degli Stati Uniti d'America, i musulmani in Libano sono il 67,6% della popolazione (compresi i drusi, che sono circa il 4,5%) e i cristiani il 32,4% della popolazione; vi sono inoltre piccoli gruppi di seguaci di altre religioni.

## Religioni presenti

### Islam
I musulmani libanesi sono quasi equamente divisi tra sunniti e sciiti, con una leggera maggioranza per i sunniti (il 31,9% per i sunniti contro il 31% per gli sciiti secondo le stime di Statistics Lebanon). Tra gli sciiti sono presenti minoranze di alauiti e ismailiti.

#### Drusi
La fede drusa, di derivazione musulmana sciita ismailita: crede nel monoteismo, ma non segue i cinque pilastri dell'islam. I drusi sono concentrati nelle zone rurali e montuose a est e a sud di Beirut.

### Altre religioni
In Libano, oltre a una piccola comunità ebraica di origine mizrahì (erano 24 mila nel 1948, oggi ufficialmente poche decine), sono inoltre presenti piccoli gruppi di seguaci del buddhismo, dell'induismo, del bahaismo, e del sikhismo.